# Infiniti QX50
Infiniti QX50 (до середини 2013 року Infiniti EX, в Японії: Nissan Skyline Crossover) - компактний кросовер японського виробника Infiniti.

## Перше покоління (J50)

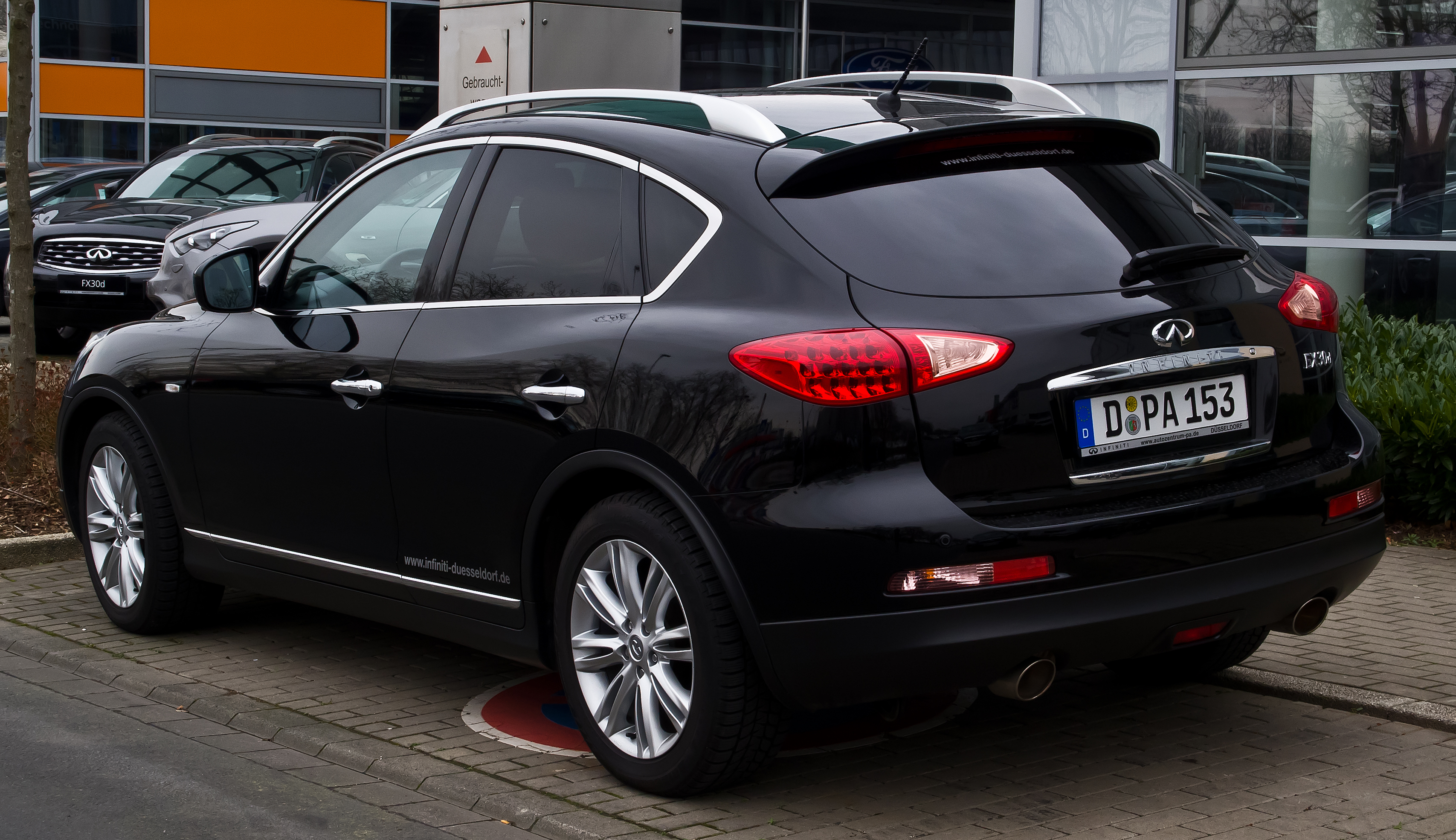
Infiniti EX30d GT Premium (J50)

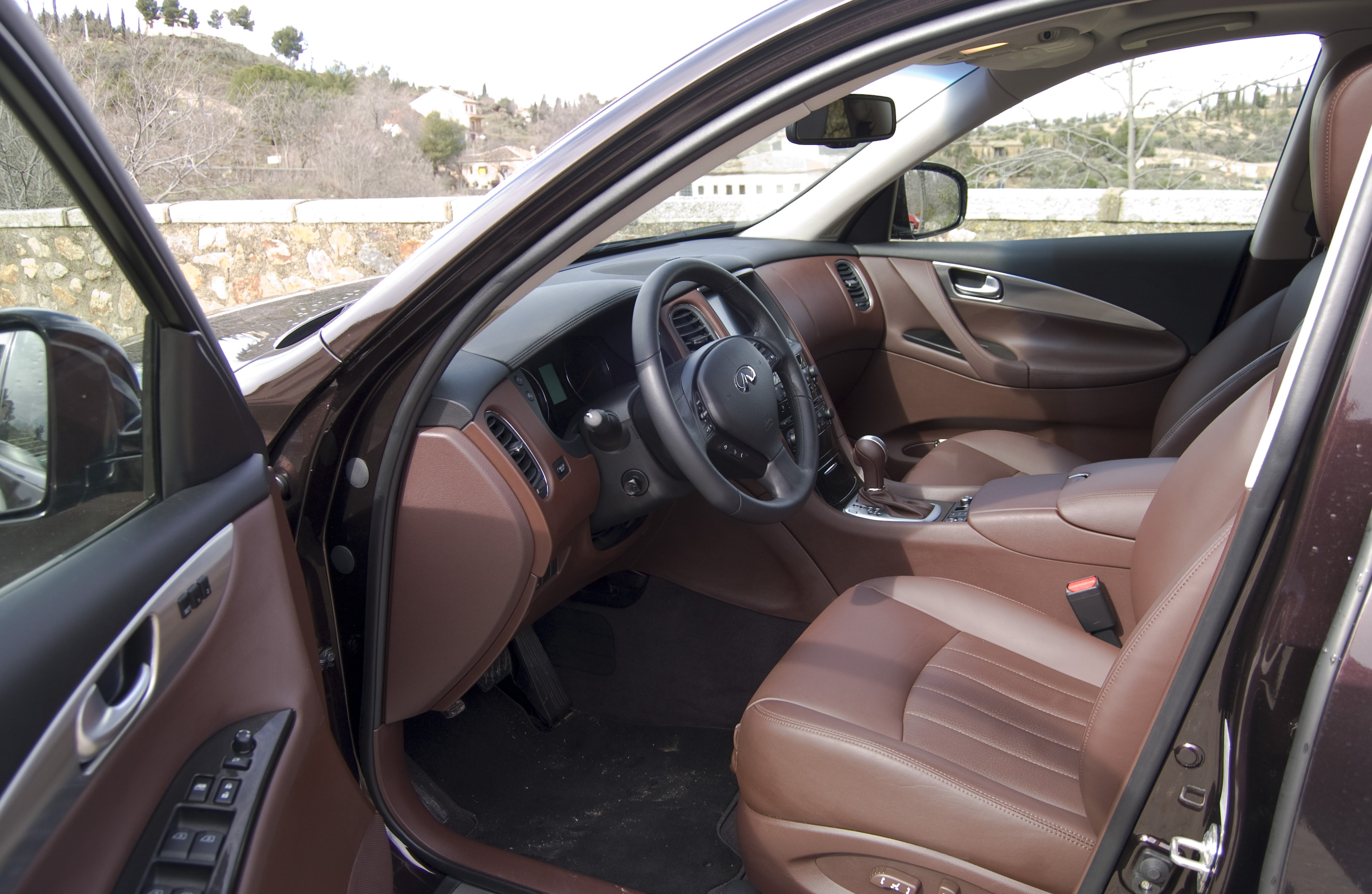
Салон Infiniti EX37

Infiniti QX50 п'ятидверний, п'ятимісний, з п'ятиступінчастою автоматичною коробкою передач, з заднім або повним приводом. Має платформу Nissan FX - таку ж, як Nissan 350Z і Infiniti G, Infiniti M і Infiniti FX. Має дві версії: одна для північноамериканського ринку (EX35), інша для європейського ринку (EX37). У 2010 році він отримав дизельний двигун для Європи.
Усі моделі кросоверу постачаються зі шкіряними сидіннями, центральним замком з брелоком, водійським сидінням з вісьмома режимами налаштування, двозонним автоматичним клімат-контролем, камерою заднього виду та 7-дюймовим кольоровим дисплеєм. До стандартних аудіо засобів належать супутникове радіо SiriusXM та USB-порт. Перейшовши до комплектації Journey, водій отримає люк даху з електроприводом, Bluetooth, телескопічне рульове колесо та передні сидіння з підігрівом. Базовими елементами безпеки є шість подушок та повний набір активних електронних засобів. Стандартно кросовер Infiniti EX має привід на задні колеса. 

### Двигуни
| Двигуни   | Двигуни     | Двигуни   | Двигуни          | Двигуни                        | Двигуни                    | Двигуни      |
| Модель    | Код двигуна | Об'єм     | Циліндри/Клапани | Потужність                     | Крутний момент             | Роки випуску |
| Бензинові | Бензинові   | Бензинові | Бензинові        | Бензинові                      | Бензинові                  | Бензинові    |
| --------- | ----------- | --------- | ---------------- | ------------------------------ | -------------------------- | ------------ |
| EX25      | VQ25HR      | 2495 см³  | V6/24            | 175 кВт (235 к.с.)/ 6800 об/хв | 263 Нм при 4800 об/хв      | з 2010       |
| EX35      | VQ35HR      | 3498 см³  | V6/24            | 221 кВт (297 к.с.)/ 6800 об/хв | 355 Нм при 4800 об/хв      | з 2007       |
| EX37      | VQ37VHR     | 3696 см³  | V6/24            | 239 кВт (320 к.с.)/ 7000 об/хв | 370 Нм при 5200 об/хв      | з 2008       |
| Дизельний |             |           |                  |                                |                            |              |
| EX30d     | V9X         | 2993 см³  | V6/24            | 175 кВт (240 к.с.)/ 1750 об/хв | 500 Нм при 1500-2500 об/хв | з 2010       |

## Друге покоління (P71A)

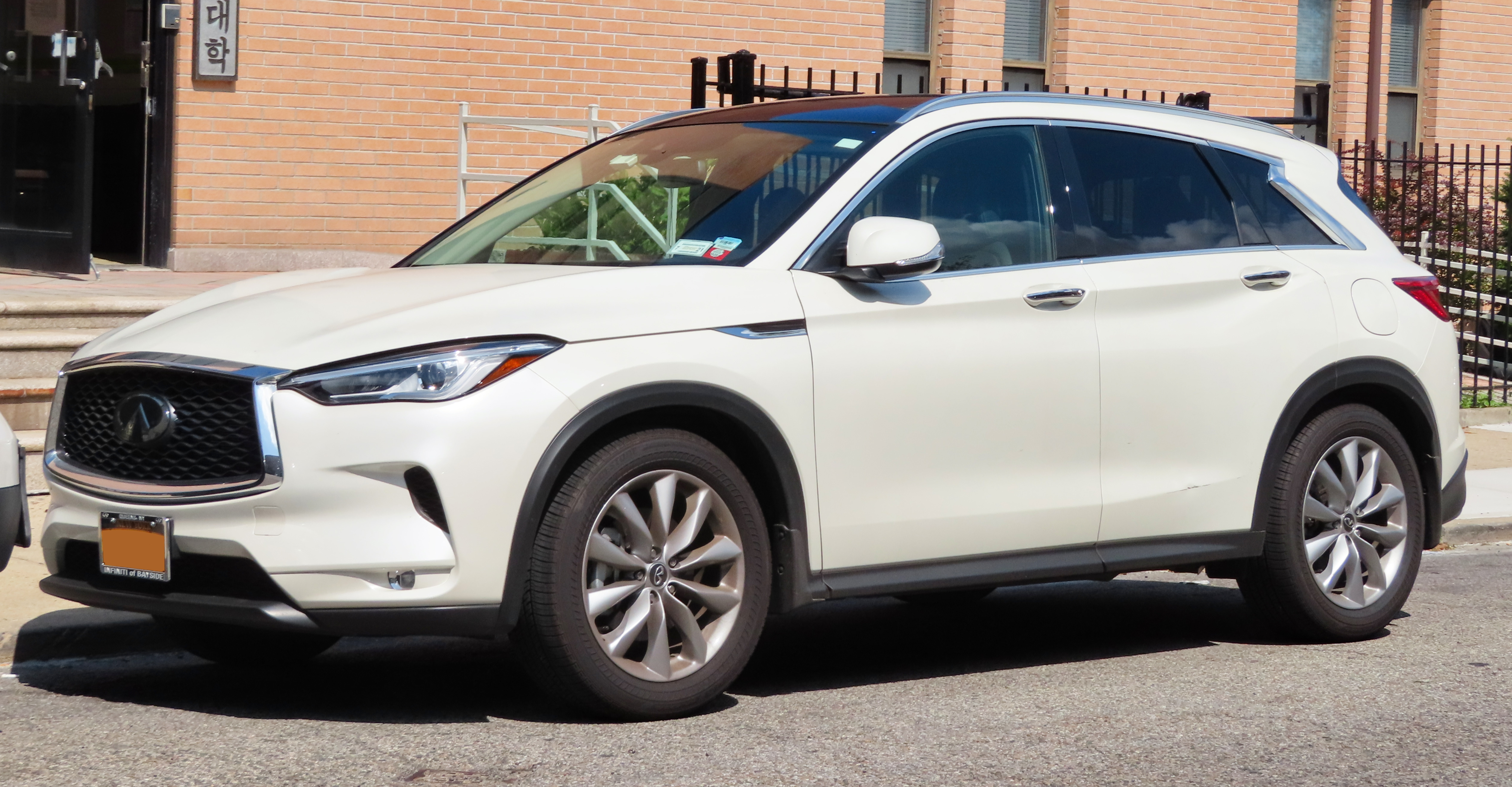
Infiniti QX50 ІІ

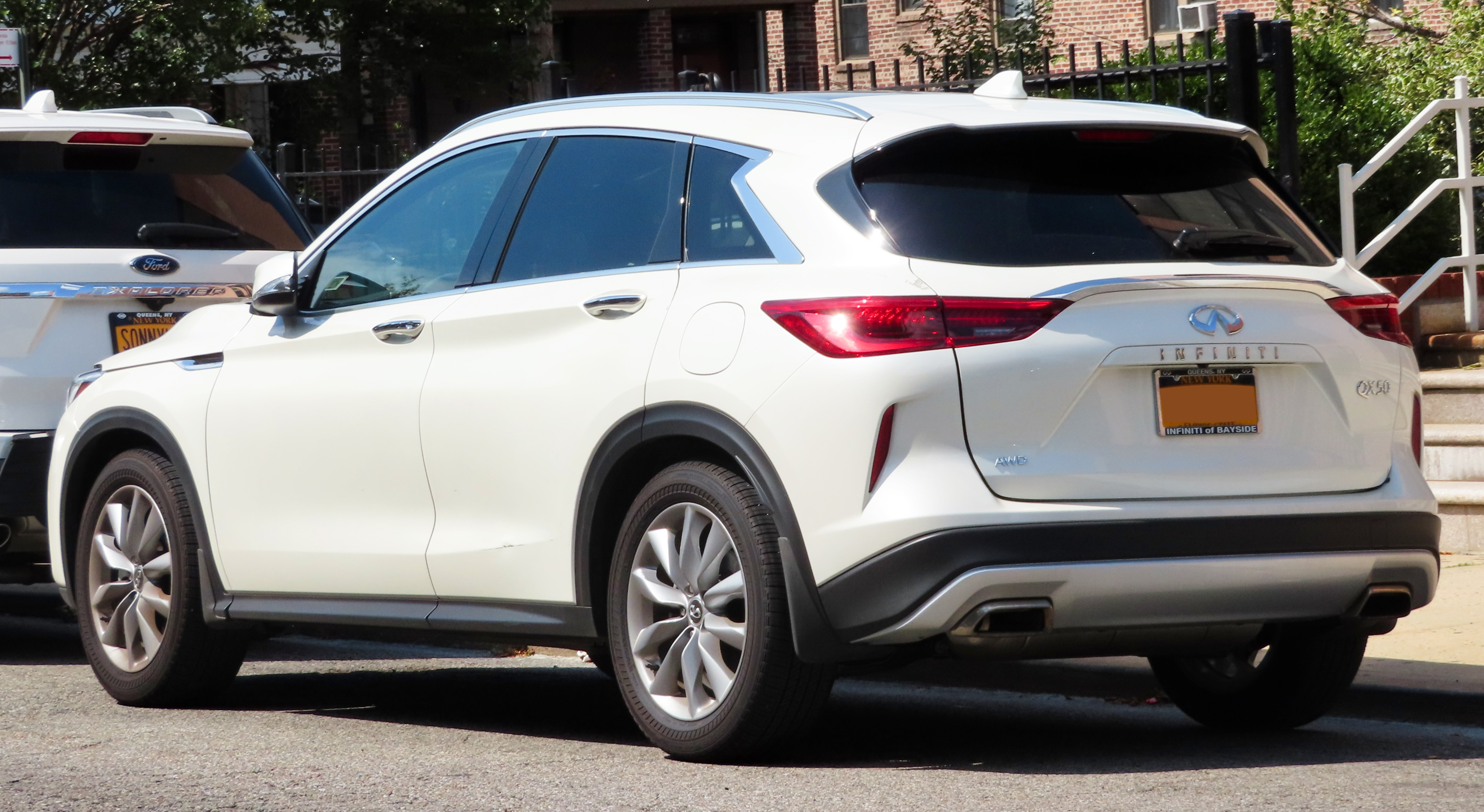

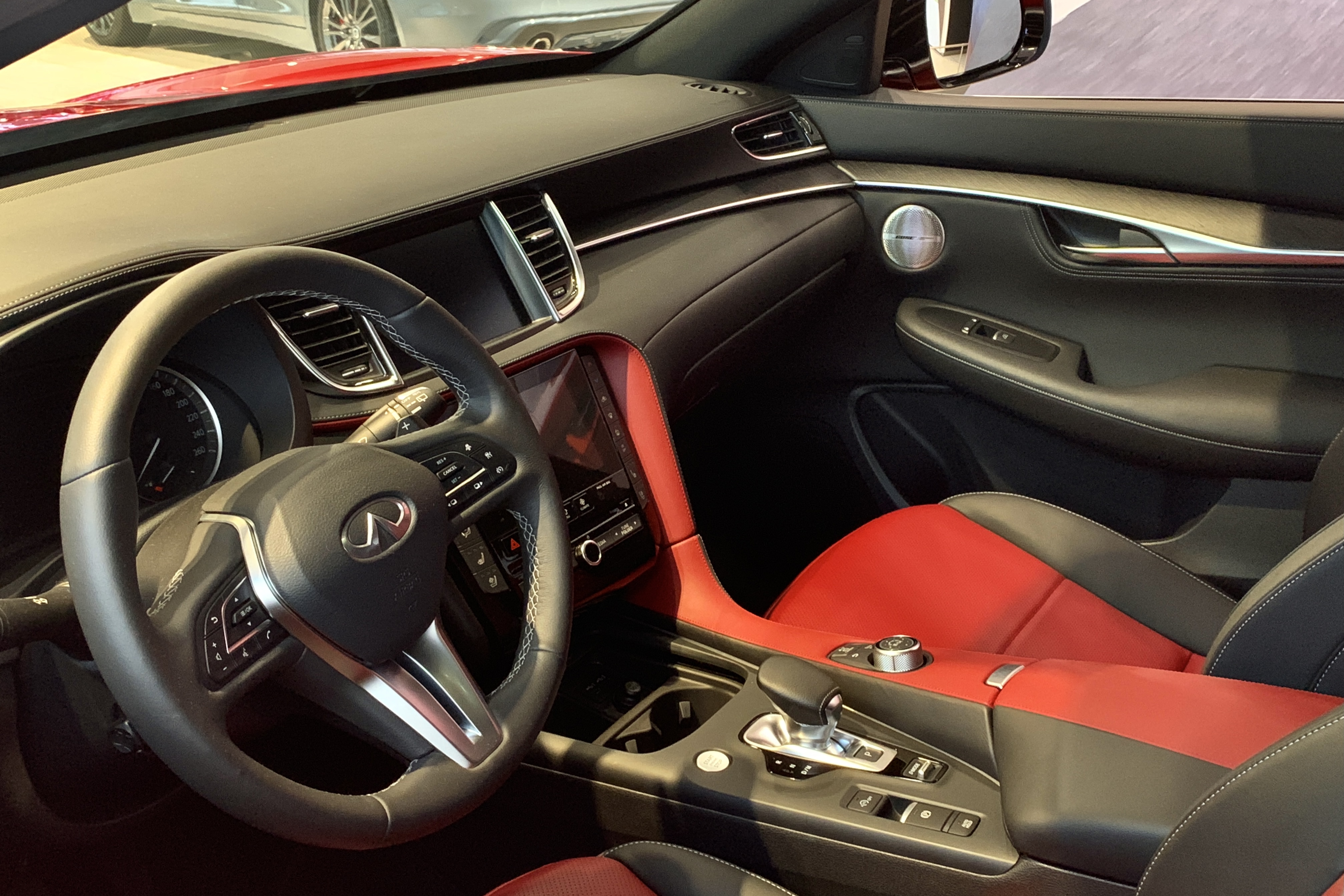

В листопаді 2017 року на автосалоні в Лос-Анджелесі відбувся дебют Infiniti QX50 другого покоління (заводський індекс P71A). Основою для автомобіля стали концепт-кари Infiniti QX Sport Inspiration (2016 року) та QX50 concept (2017 року). Кросовер QX50 переїхав з платформи FM з поздовжньо установленим силовим агрегатом на нову з кодом FF. Це перше застосування платформи на автомобілях Infiniti і, судячи з усього, аналогів на основі відомих ніссанівських архітектур FF-S і FF-L немає: колісна база у QX50 не збігається ні з одним з нинішніх Ніссанів, оригінальна і компоновка підкапотного простору. Мотор тепер стоїть поперечно - на деяких ринках у QX50 є і передньопривідна версія. Замість передньої двухричажки - McPherson, ззаду як і раніше багаторичажка. Колісна база зменшилася приблизно на 80 мм. В кузові вперше в автомобілебудуванні застосовані елементи зі сталі з межею міцності 980 МПа. Жорсткість кузова на кручення зросла на 23%. Важить він 419 кг.
Кросовер отримав двигун 2,0 л VC-Turbo (272 к.с. при 5600 об/хв, 390 Нм при 4400 об/хв) з технологією зміни ступеня стиснення VCR, шатун кожного циліндра пов'язаний з колінвалом через рухливе коромисло, яке в свою чергу кріпиться до тяги електроактуатора. Переміщаючи цю тягу, електроніка змінює ступінь стиснення - від 14,0:1 при низьких навантаженнях до 8,0:1 при динамічній їзді. Версія з переднім приводом розганялися від 0 до 97 км/год за 6,7 с, а з повним - за 6,3 с. Максимальна швидкість - 230 км/год в обох випадках.
У топової версії AUTOGRAPH в обробці інтер'єру також застосована алькантара Ultrasuede і панелі з натурального дерева - білий клен. Вся широта представлених матеріалів відмінно поєднується. У створенні передніх крісел брали участь фахівці NASA. Всі регулювання у переднього ряду електричні, в наявності двохпозиційна пам'ять, підігрів і вентиляція. На другому ряду місця достатньо, в розпорядженні пасажирів пара розеток різних стандартів і власний «мікроклімат». Щиток приладів переважно аналоговий, але з великим дисплеєм борткомп'ютера. Мультимедійна система — це єдине слабке місце кросовера. Інфотеймент слабенький графікою, і не підтримує протоколи Apple CarPlay і Android Auto. Два екрани розведені під різні завдання. Верхній - це переважно навігація, нижній - файли мультимедіа і налаштування клімат-контролю.
У 2021 модельному році Infiniti розширила список базового оснащення QX50 точкою доступу Wi-Fi, підігрівом передніх сидінь та адаптивним круїз-контролем.
У 2025 році модельний ряд Infiniti QX50 скорочено до трьох версій, а повний привід додано у базову комплектацію.
Виробництво розпочалося в листопаді 2017 року на спільному заводі Nissan та Daimler AG в Агуаскальєнтес, Мексика.

### Infiniti QX55

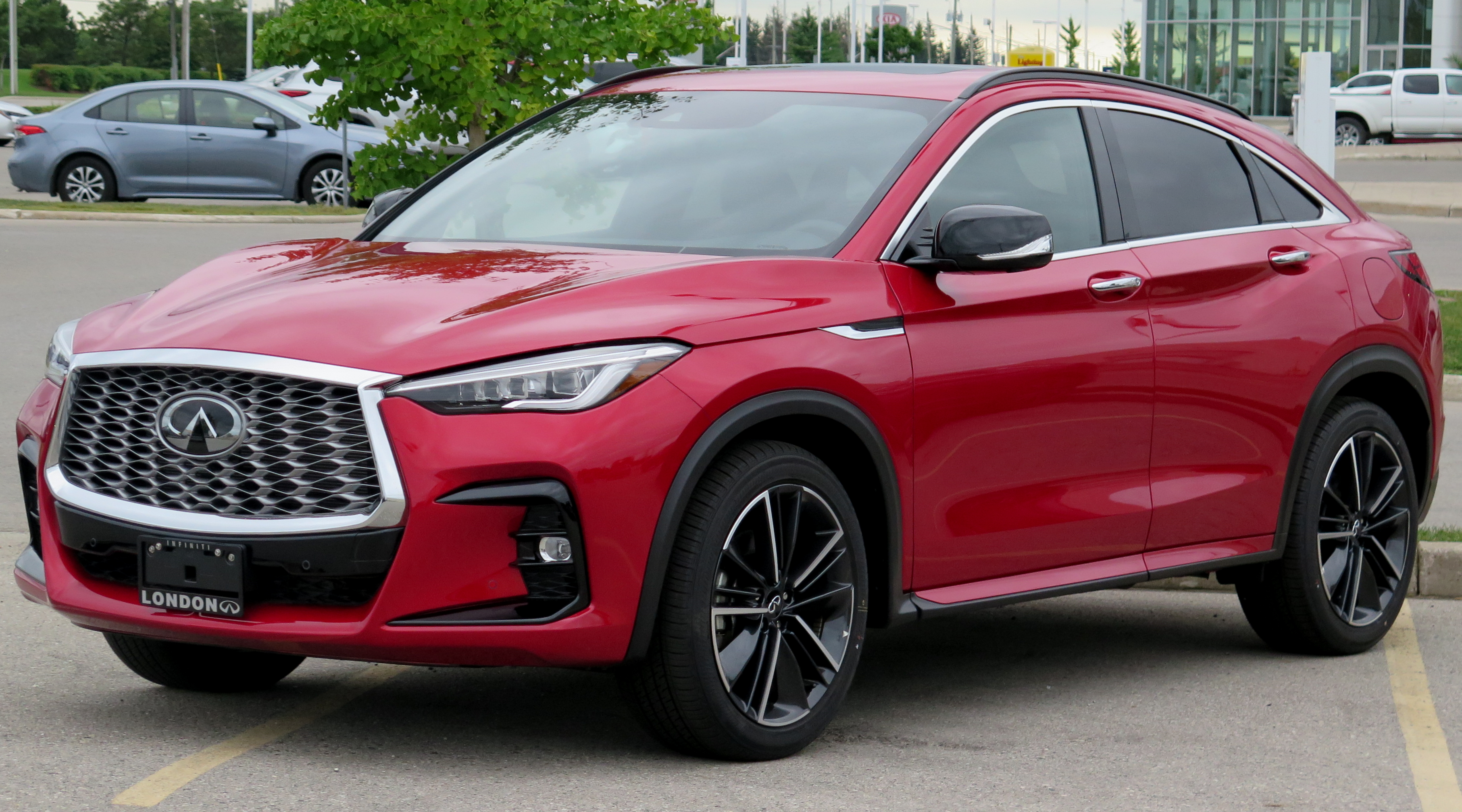
Infiniti QX55

В кінці 2019 року дебютувало купе, збудоване на основі  Infiniti QX50.

### Двигун
- 2.0 л I4 KR20DDET 272 к.с. при 5600 об/хв 380 Нм при 4400 об/хв

## Продажі
| рік  | США    | Канада |
| ---- | ------ | ------ |
| 2021 | 19,195 | 2,158  |
| 2022 | 11,105 | 1,183  |